# 纐纈みさき
纐纈 みさき（こうけつ みさき、1988年6月10日 - ）は、日本のタレント、元グラビアアイドルである。G.P.R・VERUS entertainment所属。愛称は「みぃ」「みいちゃん」。キャッチコピーは「元気さナンバー1!」。

## 来歴
愛知県春日井市出身。中学生の時にNHKのテレビドラマ『中学生日記』に出演し、高校生の時にモーニング娘。ラッキー7オーディションの名古屋会場オーディションを受けていた。名古屋短期大学に入学してからは中京テレビの深夜番組『TA☆RO』にTA☆ROガールズのメンバーとして出演していた。2007年には同番組の企画ユニットTA☆RO組のメンバーに抜擢され、『学園天国』でCDデビューした。また、パラダイスガールのメンバーとしても活動している。
かつてはヒーローズエンターテインメントに所属していたが、中京テレビ『バリバリ!電波あいどる』に出演した際に視聴者からの投票で1位になったのを機にジャパン・ミュージックエンターテインメントへ移籍した。
2010年9月ヤングマガジン（講談社）にてグラビアデビュー。それを機に現在のG.P.Rに所属。
2014年6月10日、自身のブログで入籍を発表。同年8月9日に式を挙げ、12月10日に第一子となる女児を出産した。

## 出演

### テレビ番組
- 中学生日記（NHK）
- ハロー!モーニング。（テレビ東京） - ラッキー7オーディション開催時に出演。
- TA☆RO（中京テレビ） - 2007年4月放送分から。
- SAKAE TA☆RO（中京テレビ）
- バリバリ!電波あいどる（中京テレビ）
- 情報パレッと!（中京テレビ）
- めチャれんじゃ→（メ〜テレ）
- 女神降臨 #12（MONDO TV、2011年3月6日）[4]
- めチャぶり!（メ〜テレ）

## その他の活動
- パラダイスガール（パチンコ情報誌「シティパラダイス」のイメージガール）
- JU愛知イメージガール[5]　共/河瀬鮎美